# Foce Trigno - Marina di Petacciato
Foce Trigno - Marina di Petacciato este o arie protejată (arie specială de conservare — SAC, sit de importanță comunitară — SCI) din Italia întinsă pe o suprafață de 747 ha, integral pe uscat.

## Localizare
Centrul sitului Foce Trigno - Marina di Petacciato este situat la coordonatele 42°02′32″N 14°50′01″E / 42.042222°N 14.833611°E.

## Înființare
Situl Foce Trigno - Marina di Petacciato a fost declarat sit de importanță comunitară în septembrie 1995 pentru a proteja 34 de specii de animale. Situl a fost protejat și ca arie specială de conservare în decembrie 2018.

## Biodiversitate
Situată în ecoregiunea mediteraneană, aria protejată conține 8 habitate naturale: Vegetație anuală la limita mareei, Dune împădurite cu Pinus pinea și/sau Pinus pinaster, Dune mobile de-a lungul țărmului cu Ammophila arenaria („dune albe”), Estuare, Dune cu tufărișuri sclerofile Cisto-Lavenduletalia, Pășuni mediteraneene udate de apa mării (Juncetalia maritimi), Dune mobile cu vegetație embrionară, Dune cu vegetație ierboasă Malcolmietalia.
La baza desemnării sitului se află mai multe specii protejate:
- păsări (32): fluierar de munte (Actitis hypoleucos), rață sulițar (Anas acuta), stârc cenușiu (Ardea cinerea), stârc galben (Ardeola ralloides), pietruș (Arenaria interpres), rață roșie (Aythya nyroca), pasărea ogorului (Burhinus oedicnemus), fugaci mic (Calidris minuta), bătăuș (Calidris pugnax), prundăraș de sărătură (Charadrius alexandrinus),  prundaș gulerat mic (Charadrius dubius), prundaș gulerat mare (Charadrius hiaticula), chirichița cu obraz alb (Chlidonias hybrida), chirighiță neagră (Chlidonias niger), erete de stuf (Circus aeruginosus), erete vânăt (Circus cyaneus), erete cenușiu (Circus pygargus), egretă mică (Egretta garzetta), vânturel de seară (Falco vespertinus), piciorong (Himantopus himantopus), stârc pitic (Ixobrychus minutus), pescăruș-cu-cap-negru (Larus melanocephalus), prigoare (Merops apiaster), gaia neagră (Milvus migrans), stârc de noapte (Nycticorax nycticorax), lopătar (Platalea leucorodia), cresteț pestriț (Porzana porzana), cristei de baltă (Rallus aquaticus), ciocântors (Recurvirostra avosetta), fluierar de mlaștină (Tringa glareola), fluierarul cu picioare roșii (Tringa totanus), Zapornia parva
- nevertebrate (1): Osmoderma eremita
- pești (1): Alburnus albidus

Pe lângă speciile protejate, pe teritoriul sitului au mai fost identificate 29 de specii de plante, 1 specie de nevertebrate, 4 specii de pești.